# Меиреки
Меиреки (明暦) је јапанска ера (ненко) која је настала после Џо и пре Манџи ере. Временски је трајала од априла 1655. до јула 1658. године и припадала је Едо периоду. Владајући монарх био је цар Го Саи. Нова ера је проглашена како би се обележио долазак новог цара на трон.

## Важнији догађаји Меиреки ере
- 1655. (Меиреки 1): У Јапан долази нови амбасадор (дипломата) из Кореје (Џосеона).[2]
- 1655. (Меиреки 1): Цар Го Мизуно одлази по први пут у подножје планине Хиеи где ће се нешто касније почети са израдом Шугакуин палате (Шугакуин рикју“).[3]
- 2-3. март 1657. (Меиреки 3, осамнаести-деветнаести дан првог месеца): Град Едо је скоро уништен великим пожаром који ће у историји бити познат као "велики Меиреки пожар".[2]

У периоду од 1656. до 1659. године трајаће изградња Го Мизунове царске палате познате као „Шугакуин рикју“.